# Colpochila clypealis
Colpochila clypealis är en skalbaggsart som beskrevs av Blackburn 1906. Colpochila clypealis ingår i släktet Colpochila och familjen Melolonthidae. Inga underarter finns listade i Catalogue of Life.